# Gerindote
Gerindote es un municipio y localidad española de la provincia de Toledo, en la comunidad autónoma de Castilla-La Mancha. La población del municipio asciende a 2767 habitantes (INE 2024).

## Toponimia
El término Gerindote se deriva del árabe Yinān Dāwūd
 que significa el jardinero o el huerto de David. En el pasado se denominó Girendoth, Girenduch, Gerindot, Gerindote o Zerindote y Celin de Dote entre otros.

## Geografía
El municipio se encuentra situado en «una pequeña llanura con algún declive» en la comarca de Torrijos y linda con los términos municipales de Torrijos, Barcience, Rielves, Albarreal de Tajo, Burujón, Escalonilla y Santo Domingo-Caudilla, todos de Toledo.

## Historia
El pueblo perteneció antiguamente al obispo de Segovia, y en 1482 a Gutierre de Cárdenas por donación de los Reyes Católicos.
A mediados del siglo XIX tenía 342 casas y el presupuesto municipal ascendía a 17 774 reales de los cuales 2000 eran para pagar al secretario.

## Demografía
Cuenta con una población de 2767 habitantes (INE 2024).
| Gráfica de evolución demográfica de Gerindote entre 1842 y 2021                                                       |
| |
| Población de derecho según los censos de población del INE. Población de hecho según los censos de población del INE. |

## Transporte y comunicaciones
Red viaria
Dentro de la red de carreteras, Gerindote cuenta con las siguientes conexiones:
| Identificador | Denominación         | Itinerario                                                                     |
| ------------- | -------------------- | ------------------------------------------------------------------------------ |
| CM-4009       | Carretera Autonómica | Santa Cruz del Retamar-Torrijos-La Puebla de Montalbán-San Martín de Montalbán |
| CM-4050       | Carretera Autonómica | Gerindote - Burujón - Polán                                                    |
| TO-3930       | Carretera provincial | Gerindote - CM-4009                                                            |

## Economía
Evolución de la deuda viva
El concepto de deuda viva contempla solo las deudas con cajas y bancos relativas a créditos financieros, valores de renta fija y préstamos o créditos transferidos a terceros, excluyéndose, por tanto, la deuda comercial.
| Gráfica de evolución de la deuda viva del ayuntamiento entre 2008 y 2023                             |
| |
| Deuda viva del ayuntamiento en miles de euros según datos del Ministerio de Hacienda y Ad. Públicas. |

La deuda viva municipal por habitante en 2023 ascendía a 403,50 €.

## Símbolos
Escudo mantelado: 1º, de azur, una torre, de oro; 2º, de sinople, una espiga, de oro; el mantel, de oro, con dos lobos andantes, de sable. Al timbre, corona real cerrada. 
En 1981 el ayuntamiento encomendó su justificación histórica a Fernando Jiménez de Gregorio; el heraldista José Luis Ruz Márquez realizó el escudo descrito en el que se representan la antigua torre que existió en el término, la espiga alusiva al cultivo del cereal y los lobos en recuerdo de los que figuran en las armas de don Gutierre de Cárdenas Chacón, señor de Gerindote desde 1482. Fue aprobado por la Junta de Comunidades de Castilla-La Mancha en decreto 121, de 20 de diciembre de 1985.

## Administración
| Período                    | Legislatura                  | Nombre                          | Descripción                                                 | Imagen |
| -------------------------- | ---------------------------- | ------------------------------- | ----------------------------------------------------------- | ------ |
| Reinado de Alfonso XIII    | 1902-1904                    | Pedro Montalvo Arnáez           |                                                             |        |
| Reinado de Alfonso XIII    | 1904-1908                    | Juan Rodríguez Rodríguez        |                                                             |        |
| Reinado de Alfonso XIII    | 1922-1923                    | Valentín Rodríguez Gómez Olmedo |                                                             |        |
| Reinado de Alfonso XIII    | 1923-1926                    | Maximiliano de la Peña          |                                                             |        |
| Reinado de Alfonso XIII    | 1926-1930                    | Eduardo Díaz-Prieto Rodríguez   | Mayor terrateniente de Gerindote                            |        |
| Reinado de Alfonso XIII    | 1930-1931                    | Valentín Rodríguez Gómez Olmedo |                                                             |        |
| Segunda República Española | 1931                         | Francisco Sánchez de Rivera     | Alcalde durante unas semanas                                |        |
| Segunda República Española | 1931-1932                    | Cipriano Gutiérrez Martín       |                                                             |        |
| Segunda República Española | 1932-1934                    | Adrián Rodríguez Calvo          | Alcalde republicano y líder indiscutible de la clase obrera |        |
| Segunda República Española | 1934-1936                    | Pedro Rivera                    | Alcalde conservador de Gerindote, asesinado en Paracuellos. |        |
| Segunda República Española | 1936                         | Adrián Rodríguez Calvo          |                                                             |        |
| Segunda República Española | 1936-1938                    | Lucio Rodríguez Navarro         |                                                             |        |
| Segunda República Española | 1938-1940                    | Juán Navarro de la Peña         |                                                             |        |
| Dictadura Franquista       | 1938-1940                    | Juán Navarro de la Peña         |                                                             |        |
| 1940-1955                  | Santiago Rivera Navarro      |                                 |                                                             |        |
| 1955-1959                  | Baldomero de la Peña Ramos   |                                 |                                                             |        |
| 1959-1966                  | Enrique Ciruelos Rivera      |                                 |                                                             |        |
| 1966-1967                  | Francisco González Marruenda | Médico de Gerindote             |                                                             |        |
| 1967-1970                  | Pedro Rodríguez Merchán      | Veterinario de Gerindote        |                                                             |        |
| 1970-1974                  | Ángel Martín de la Peña      |                                 |                                                             |        |
| 1974-1979                  | Gerardo de la Peña Rivera    |                                 |                                                             |        |

| Periodo   | Nombre                    | Partido       |
| --------- | ------------------------- | ------------- |
| 1979-1983 | Antonio Cuevas Melgar     | Independiente |
| 1983-1987 | Antonio Cuevas Melgar     | Independiente |
| 1987-1991 | Alejandro Ramos Rivera    | PSOE          |
| 1991-1995 | Alejandro Ramos Rivera    | PSOE          |
| 1995-1999 | Julián Morales Gutiérrez  | PP            |
| 1999-2003 | Julián Morales Gutiérrez  | PP            |
| 2003-2007 | Julián Morales Gutiérrez  | PP            |
| 2007-2011 | Julián Morales Gutiérrez  | PP            |
| 2011-2015 | Julián Morales Gutiérrez  | PP            |
| 2015-2019 | Ana María Palomo González | PSOE          |
| 2019-2023 | Ana María Palomo González | PSOE          |
| 2023-act. | Ana María Palomo González | PSOE          |

## Patrimonio
- Caño Viejo (siglo XII).

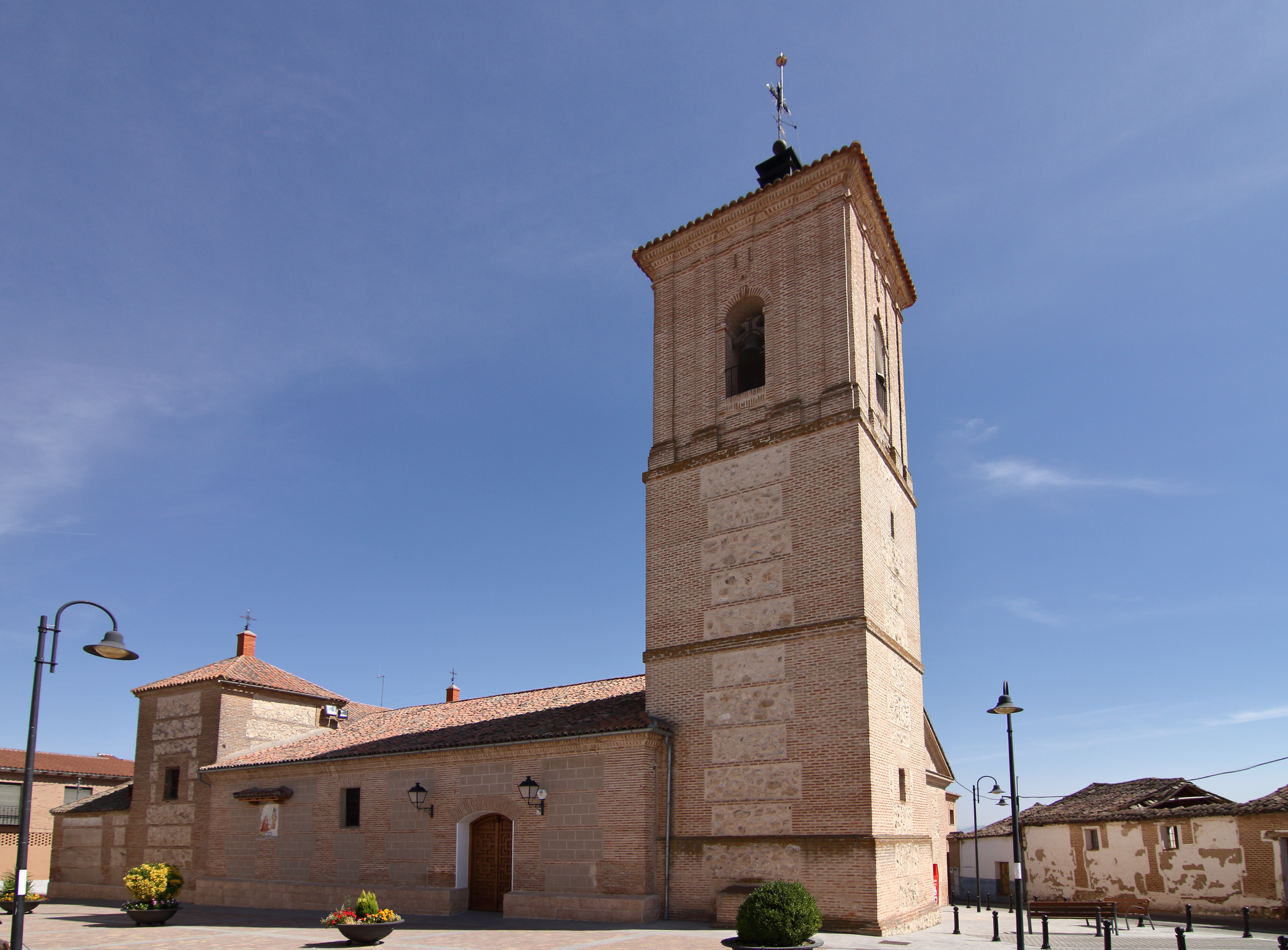
Iglesia de San Mateo Apóstol

- Iglesia parroquial de San Mateo Apóstol (siglo XV).
- Ermita de San José.

## Fiestas
- 19 de marzo: San José.
- 21 de septiembre: San Mateo.
- Las antiguas danzas de Tejer el cordón, que se celebraban por Carnaval. Actualmente las realizan la Asociación de Coros y Danzas San José.